# 냉동 채소
냉동 채소는 저장, 수송을 위해 어는점 아래로 온도를 내려 유지시킨 채소이다. 콩, 피망과 같은 다양한 종류의 냉동 채소들이 슈퍼마켓에서 팔린다. 냉동 채소는 채소의 원래 유통기한보다 훨씬 더 오랫동안 유통기한을 늘릴 수 있다.

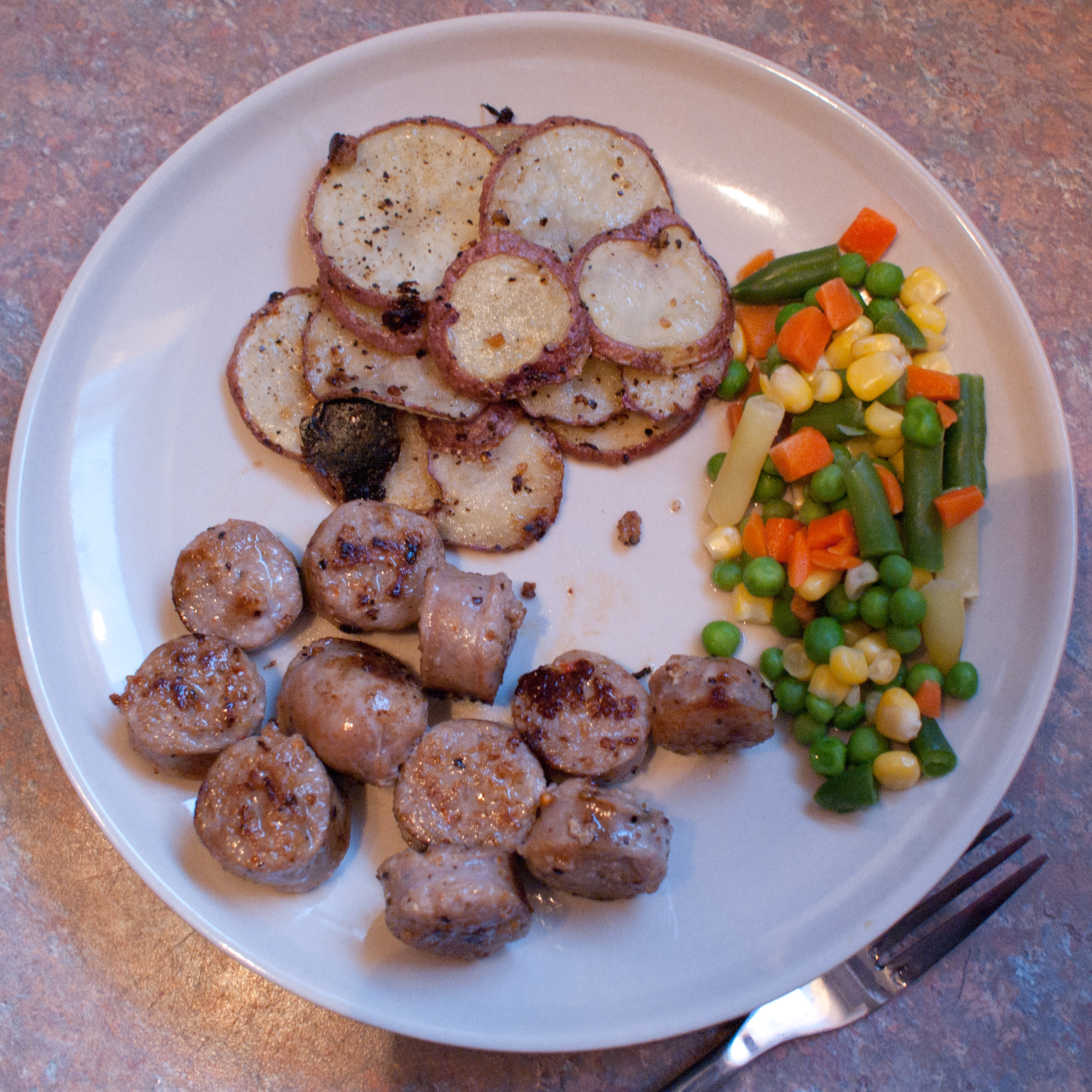
냉동 채소는 종종 섞여서 판매된다. (접시의 오른쪽)

아시아의 슈퍼마켓에서는 시금치, 브로콜리, 콜리플라워, 참마, 옥수수, 완두콩 등이 하나로 포장되거나 섞여서 포장된 형태로 볼 수 있다. 어떤 때는 냉동 채소들이 파스타나 치즈와 같은 다른 종류의 음식과 섞여있기도 한다. 몇몇 인기있는 브랜드로는 Birds eye, Sunbulah, 그리고 Green Giant가 있다. 또한 슈퍼마켓들의 “스토어 브랜드” 물품들도 인기가 있다.

## 같이 보기
- 냉동식품
- 냉동 과일
- 채소